# Wolfgang Gantke
Wolfgang Gantke (* 4. Januar 1951 in Bad Königshofen) ist Professor für Religionswissenschaft und Religionstheologie an der Goethe-Universität in Frankfurt.

## Leben
Wolfgang Gantke wurde am 4. Januar 1951 geboren. Nach dem Besuch der Volksschule (1957–1965) und der mehrjährigen Tätigkeit als Reisebürokaufmann (1965–1974) in Trier erwarb er auf dem Zweiten Bildungsweg am katholischen Ketteler-Kolleg in Mainz das Abitur (1977). Von 1977 bis 1983 studierte er in Bonn Vergleichende Religionswissenschaft, Philosophie und Systematische Theologie. Nach dem Magisterabschluss im Jahre 1983 schrieb er eine Doktorarbeit in Religionswissenschaft mit dem Titel Die Bedeutung des hermeneutischen Ansatzes Otto Friedrich Bollnows für die Religionswissenschaft. Nach mehrjähriger wissenschaftlicher Tätigkeit in der Religionswissenschaft und der Philosophie an der Universität Bonn setzte sich Gantke in seiner von der Deutschen Forschungsgemeinschaft geförderten Habilitationsarbeit über den „umstrittenen Begriff des Heiligen“ insbesondere mit der Frage nach der interkulturellen Verallgemeinerbarkeit dieses Begriffs auseinander. Nach der Habilitation (1996) war Gantke als Privatdozent und Lehrstuhlvertreter (1999–2001) an der Universität Bonn tätig. Im Wintersemester 2001/2002 hatte er die Lehrstuhlvertretung für den Guardini-Lehrstuhl in München inne. Seit 2004 ist Gantke Professor für Religionswissenschaft und Religionstheologie  an der Goethe-Universität in Frankfurt. Von Oktober 2016 bis März 2020 war er Seniorprofessor am Fachbereich Katholische Theologie.

## Wissenschaftliche Methode
Im Zentrum von Gantkes Forschungsinteresse steht die Religionswissenschaft, Religionsphilosophie und Theologie gleichermaßen betreffende „Diskussion um das Heilige“. In seiner Habilitationsarbeit und zahlreichen weiteren Veröffentlichungen hat Gantke in Anknüpfung an Überlegungen seines Lehrers Hans-Joachim Klimkeit den Ansatz einer „problemorientierten Religionsphänomenologie“ entwickelt, die in der Religionswissenschaft auf der Basis des Plessnerschen „Prinzips der offenen Frage“ in undogmatischer Weise einerseits am Begriff des Heiligen festhält und andererseits auch offenbleibt für religionskritische Ansätze. Für eine sich an der Diskussion um die großen religiösen Fragen der Zeit (Ökologie, Dialog der Religionen, Krise der Immanenz) beteiligende, „engagierte Religionswissenschaft“ ist nach Gantke ein „transzendenzoffener“ Ansatz geeigneter als eine wertneutral reduktionistische Betrachtungsweise, die sich auf die reine Deskription religiöser Erscheinungsformen beschränkt.

## Schriften (Auswahl)
Als Autor:
- Die Bedeutung des hermeneutischen Ansatzes O. F. Bollnows für die Religionswissenschaft. Bonn 1987 (Dissertation, Universität Bonn, 1987).
- Der umstrittene Begriff des Heiligen. Eine problemorientierte religionswissenschaftliche Untersuchung. Marburg 1998 (leicht überarbeitete Habilitationsschrift, Universität Bonn, 1994).
- Otto Friedrich Bollnows Philosophie interkulturell gelesen (= IKB Band 23). Verlag Traugott Bautz, Nordhausen 2005, ISBN 978-3-88309-183-9
- Aurobindos Philosophie interkulturell gelesen (= IKB Band 61). Verlag Traugott Bautz, Nordhausen 2007, ISBN 978-3-88309-232-4

Als Herausgeber:
- mit Karl Hoheisel, Wilhelm Peter Schneemelcher Religionswissenschaft im Historischen Kontext. Beiträge zum 100. Geburtstag von Gustav Mensching (= Religionswissenschaftliche Reihe. Bd. 21). Marburg 2003. ISBN 978-3-88309-232-4
- mit Hamid Reza Yousefi, Klaus Fischer, Ina Braun: Wege zur Religionswissenschaft. Eine interkulturelle Orientierung. Aspekte, Grundprobleme, Ergänzende Perspektiven. Nordhausen 2007.
- mit Hamid Reza Yousefi, Hans Waldenfels: Wege zur Religion. Aspekte, Grundprobleme, Ergänzende Perspektiven. Verlag Traugott Bautz, Nordhausen 2010, ISBN 978-3-88309-508-0
- mit Thomas Schreijäck: Religion im Kulturwandel zwischen Selbstannahme und Selbstaufgabe. Kontinental-kontextuelle Perspektiven (= Forum Religionspädagogik interkulturell. Bd. 21). Berlin 2011.
- mit Vladislav Serikov: Das Heilige als Problem der gegenwärtigen Religionswissenschaft (= Theion. Bd. XXX). Frankfurt am Main 2015.
- mit Vladislav Serikov: 100 Jahre «Das Heilige». Beiträge zu Rudolf Ottos Grundlagenwerk (= Theion. Bd. XXXII). Frankfurt am Main 2017.